# Kazimierz Jan Frąckiewicz Radzimiński (zm. 1708)
Kazimierz Jan Frąckiewicz Radzimiński herbu Brodzicz (zm. w 1708 roku) – kasztelan nowogródzki w 1708 roku, sędzia ziemski lidzki w latach 1694–1708, podstarości lidzki w latach 1686–1694, wojski lidzki do 1682 roku.
Poseł lidzki na sejm koronacyjny 1697 roku.